# Teddy Bilis
Pour les articles homonymes, voir Bilis.
Théodore Bilis dit Teddy Bilis est un acteur français né le 13 mai 1913 dans le 5e arrondissement de Paris, et mort le 30 avril 1998 dans le 14e arrondissement de la capitale française. Entre 1948 et 1956, il est pensionnaire de la Comédie-Française, puis professeur d'art dramatique à l'École de la rue Blanche, il a également fait beaucoup de doublage.

## Biographie
Teddy Bilis est le père du prestidigitateur Bernard Bilis célèbre pour ses apparitions dans Le Plus Grand Cabaret du monde, de Patrick Sébastien, où il est un des artistes phares.

## Théâtre
- 1937 : Les Borgia, famille étrange d'André Josset, mise en scène René Rocher, Théâtre du Vieux-Colombier
- 1938 : Arden de Feversham de Henri-René Lenormand, mise en scène de Gaston Baty, théâtre Montparnasse
- 1946 : L'Amour des trois oranges d'Alexandre Arnoux, mise en scène Gaston Baty, théâtre Montparnasse
- 1946 : Le Crime de Lord Arthur Savile de Saint John Legh Clowes d'après Oscar Wilde, mise en scène Marcel Herrand, théâtre des Mathurins
- 1947 : Le Juge de Malte de Denis Marion, mise en scène Maurice Cazeneuve, théâtre Montparnasse
- 1948 : Jardin français dialogues d'Albert Husson, mise en scène Julien Bertheau, théâtre des Célestins
- 1949 : Le Roi de Robert de Flers et Gaston Arman de Caillavet, mise en scène Jacques Charon, Comédie-Française
- 1949 : Jeanne la Folle de François Aman-Jean, mise en scène Jean Meyer, Comédie-Française au théâtre de l'Odéon
- 1950 : Les Caves du Vatican d'André Gide, mise en scène Jean Meyer, Comédie-Française
- 1950 : L'Arlésienne d'Alphonse Daudet, mise en scène Julien Bertheau, Comédie-Française au théâtre de l'Odéon
- 1951 : Un conte d'hiver de William Shakespeare, mise en scène Julien Bertheau, Comédie-Française
- 1951 : Le Bourgeois gentilhomme de Molière, mise en scène Jean Meyer, Comédie-Française
- 1952 : Six personnages en quête d'auteur de Luigi Pirandello, mise en scène Julien Bertheau, Comédie-Française
- 1952 : Les Nuées d'Aristophane, mise en scène Socrato Carandinos, Comédie-Française
- 1952 : Roméo et Juliette de William Shakespeare, mise en scène Julien Bertheau, Comédie-Française
- 1952 : La Coupe enchantée de Jean de La Fontaine et Champmeslé, mise en scène Jacques Clancy, Comédie-Française
- 1955 : Fantasio d'Alfred de Musset, mise en scène Julien Bertheau, Comédie-Française
- 1957 : Le Grand Couteau de Clifford Odets, mise en scène Jean Serge, théâtre des Bouffes-Parisiens
- 1958 : Coups de pouce de Bernard Frangin, mise en scène Alfred Pasquali, théâtre des Célestins
- 1959 : Le Festin de pierre de Thomas Corneille, festival Corneille, Barentin
- 1959 : Gog et Magog de Roger MacDougall et Ted Allan, mise en scène François Périer, Théâtre de la Michodière
- 1960 : Les Femmes savantes de Molière, mise en scène Jacques Charon, théâtre des Bouffes-Parisiens
- 1963 : Don Bertrand de Cigarral de Thomas Corneille, mise en scène Francis Morane, festival de Barentin
- 1965 : À travers le mur du jardin de Peter Howard, mise en scène Marc Gassot, théâtre des Arts
- 1966 : Drôle de couple de Neil Simon, mise en scène Pierre Mondy, théâtre de la Renaissance
- 1970 : Le Procès Karamazov de Diego Fabbri, mise en scène Pierre Franck, théâtre de la Michodière
- 1972 : Ah ! la police de papa de Raymond Castans, mise en scène Jacques Charon, théâtre des Bouffes-Parisiens
- 1974 : Le Bourgeois gentilhomme de Molière, mise en scène Jean Meyer, théâtre des Célestins
- 1974 : Les Bienfaits de la culture d'Alexis Nikolaïevitch Tolstoï, mise en scène Jean Meyer, théâtre des Célestins
- 1974 : Le Mal de terre de Liliane Atlan, mise en scène Roland Monod, festival d'Avignon
- 1975 : La Folle de Chaillot de Jean Giraudoux, mise en scène Gérard Vergez, théâtre de l'Athénée
- 1976 : N'écoutez pas Mesdames de Sacha Guitry, mise en scène Michel Roux, théâtre Saint-Georges
- 1978 : Le Neveu de Rameau de Diderot, mise en scène Jacques-Henri Duval, théâtre des Célestins, tournées Herbert-Karsenty
- 1980 : L'Habilleur de Ronald Harwood, mise en scène Stéphan Meldegg, théâtre de la Michodière
- 1983 : Le Neveu de Rameau de Diderot, mise en scène Georges Werler, théâtre de l'Atelier
- 1985 : Cacchas : Contes bariolés d'Anton Tchekhov, mise en scène Michel Vitold et Gérard Vantaggioli, théâtre du Chien qui fume, festival off d'Avignon
- 1987 : Un Faust irlandais de Lawrence Durrell, mise en scène Jean-Paul Lucet, théâtre des Célestins
- 1989 : La Ritournelle de Victor Lanoux, mise en scène de l'auteur, théâtre des Célestins
- 1991 : L'Étourdi ou les Contretemps de Molière, mise en scène Françoise Seigner, théâtre Mouffetard puis théâtre des Célestins
- 1993 : Topaze de Marcel Pagnol, mise en scène Francis Perrin, théâtre des Célestins
- 1994 : Rossini ou la Fleur de l’âge de Claude d'Anna et Laure Bonin, mise scène Stéphan Meldegg, théâtre La Bruyère

Metteur en scène
- 1977 : Le Barbier de Séville de Beaumarchais, théâtre des Célestins

## Filmographie

### Cinéma
- 1949 : Maya de Raymond Bernard
- 1950 : Le Traqué de Boris Lewin et Frank Tuttle
- 1950 : Pas de pitié pour les femmes de Christian Stengel
- 1952 : Lettre ouverte d'Alex Joffé : le dragueur dans la rue
- 1953 : Le Guérisseur d'Yves Ciampi
- 1954 : La Chair et le Diable de Jean Josipovici : Petit-Pierre
- 1954 : Du rififi chez les hommes de Jules Dassin : Teddy Laurentin
- 1954 : Les Impures de Pierre Chevalier : un spectateur
- 1956 : Celui qui doit mourir de Jules Dassin : Hadji Nikolis
- 1956 : Porte des Lilas de René Clair : le secrétaire du commissariat
- 1958 : La Loi de Jules Dassin : le juge Alessandro
- 1959 : Le Testament du docteur Cordelier de Jean Renoir : maître Joly[3]
- 1960 : Fortunat d'Alex Joffé : Sam Falk, le tailleur
- 1960 : 21 rue Blanche à Paris, court métrage documentaire de Quinto Albicocco et Claude-Yvon Leduc
- 1961 : Le Tracassin ou les Plaisirs de la ville d'Alex Joffé : le client débonnaire de la table 8
- 1962 : Les Culottes rouges d'Alex Joffé : le curé
- 1962 : Le Glaive et la Balance d'André Cayatte : un juré
- 1964 : Pas question le samedi d'Alex Joffé : M. Tulipman
- 1967 : Les Cracks d'Alex Joffé : Mouton
- 1968 : L'Auvergnat et l'Autobus de Guy Lefranc
- 1970 : Le Cinéma de papa de Claude Berri : Salomon
- 1972 : Le Silencieux de Claude Pinoteau
- 1972 : Na ! de Jacques Martin : le docteur Godberg
- 1974 : Un train peut en cacher un autre, court-métrage de Jacques Colombat
- 1977 : Le Point de mire de Jean-Claude Tramont
- 1978 : On peut le dire sans se fâcher de Roger Coggio
- 1979 : Tout dépend des filles de Pierre Fabre : Jérémie
- 1982 : Rock and Torah ou Le Préféré  de Marc-André Grynbaum : M. Fikelstein
- 1983 : Le Voleur de feuilles de Pierre Trabaud : un turfiste
- 1983 : Fort Saganne d'Alain Corneau : le baron Soucy

### Télévision
- 1956 : En votre âme et conscience, épisode L'Affaire Hugues de Jean Prat
- 1958 : Les Cinq Dernières Minutes, épisode L'habit fait le moine de Claude Loursais : Salechan
- 1961 : La caméra explore le temps, épisode Les Templiers : Hugues de Pairaud
- 1962 : L'inspecteur Leclerc enquête, épisode Mortellement vôtre de Mick Roussel
- 1962 : Les Cinq Dernières Minutes de Pierre Nivollet, épisode : Un mort à la une (série télévisée) : Chanu
- 1963 : L'inspecteur Leclerc enquête, épisode L'Agent double de Maurice Cazeneuve : le directeur de la DST
- 1963 : L'inspecteur Leclerc enquête, épisode Ultra confidentiel de Marcel Bluwal : le directeur de la DST
- 1964 : Rocambole, épisode Les Étrangleurs de Jean-Pierre Decourt : un bourgeois
- 1964 : Les Beaux Yeux d'Agatha de Bernard Hecht
- 1965 : Gaspard des montagnes de Jean-Pierre Decourt : l'ermite
- 1966 : En votre âme et conscience, épisode : La Carte de visite de  Pierre Nivollet
- 1966 : Il est passé par ici, de Guy Haurey, mise en scène de Jacques Pierre
- 1966 : Le Philosophe sans le savoir de Jean-Paul Roux d'après Sedaine : Antoine
- 1966 : Rouletabille, épisode Rouletabille chez le Tsar de Jean-Charles Lagneau : Alexis
- 1967 : En votre âme et conscience, épisode : Le Cas d'Hélène Jegado de  Pierre Nivollet
- 1967 : En votre âme et conscience, épisode : L'Affaire Daurios ou le Vent du Sud de  Guy Lessertisseur
- 1969 : D'Artagnan de Claude Barma
- 1969 : Au théâtre ce soir : L’Amour des quatre colonels de Peter Ustinov, adaptation Marc-Gilbert Sauvajon, mise en scène Jean-Pierre Grenier, réalisation Pierre Sabbagh, théâtre Marigny
- 1970 : Le Fauteuil hanté de Pierre Bureau
- 1970 : La nuit se lève de Bernard-Roland
- 1971 : Le Malade imaginaire de Claude Santelli, adaptation de la pièce de Molière : le notaire
- 1971 : Les Enquêtes du commissaire Maigret, épisode Maigret aux assises de Marcel Cravenne : Monsieur Letinois
- 1971 : Schulmeister, espion de l'empereur, épisode Au pays de l'eau qui dort de Jean-Pierre Decourt : Van Acker
- 1972 : Les Rois maudits de Claude Barma d'après Maurice Druon : le lord-maire d'Harwitch
- 1972 : Albert Einstein de Gérard Chouchan : l'oncle
- 1973 : Le Jardinier d'Antoine-Léonard Maestrati : Ferdinand
- 1974 : Madame Baptiste de Claude Santelli : le médecin
- 1974 : Le Tribunal de l'impossible, épisode « Le baquet de Frédéric-Antoine Mesmer », réalisation de Michel Subiela : le logeur
- 1974 : Messieurs les jurés : L'Affaire Savigné-Montorey de Pierre Nivollet
- 1974 : La Confession d'un enfant du siècle de Claude Santelli : Larive
- 1975 : Au théâtre ce soir : Ah ! la police de papa ! de Raymond Castans, mise en scène Jacques Charon, réalisation Pierre Sabbagh, théâtre Édouard VII
- 1975 : Marie-Antoinette de Guy Lefranc : Lassonne
- 1976 : Messieurs les jurés : L'Affaire Cleurie de Jacques Krier
- 1977 : Au théâtre ce soir : Le Faiseur d'Honoré de Balzac, mise en scène Pierre Franck, réalisation Pierre Sabbagh, théâtre Marigny
- 1980 : Le Neveu de Rameau d'après Diderot, réalisation Claude Santelli
- 1981 : Au théâtre ce soir : Le Président Haudecœur de Roger Ferdinand, mise en scène Jean-Laurent Cochet, réalisation Pierre Sabbagh, théâtre Marigny
- 1987 : Les Enquêtes du commissaire Maigret, épisode : Un échec de Maigret de Gilles Katz
- 1993 : Regarde-moi quand je te quitte de Philippe de Broca

## Doublage (liste sélective)

### Cinéma

#### Films
- 1961 : L'Empreinte du dragon rouge : le docker (Harold Goodwin)
- 1964 : Lady détective entre en scène : Jim Stringer (Stringer Davis)
- 1964 : La Rolls-Royce jaune : l'assistant vendeur de voitures (Lance Percival)
- 1965 : Le Jeune Cassidy : R. Murphy (Harry Brogan)
- 1968[4] : Le Jour le plus long du Japon : le 1er ministre Kantarō Suzuki (Chishū Ryū)
- 1969 : Cent dollars pour un shérif : Maître Daggett (John Fiedler)
- 1970 : Un beau salaud : le révérend Green (Henry Jones)
- 1975 : Guerre et Amour : le père de Boris (Zvee Scooler)
- 1979 : Tess : le vicaire de Marlott (Richard Pearson)
- 1979 : Cactus Jack : Élan Nerveux (Paul Lynde)
- 1985 : Le Secret de la pyramide : Rupert Waxflatter (Nigel Stock)
- 1989 : Crimes et Délits : professeur Louis Levy (Martin S. Bergmann)
- 1992 : Maman, j'ai encore raté l'avion : l'officier Cliff (Fred Krause)
- 1993 : Sister Act, acte 2 : le père Maurice (Barnard Hughes)

#### Animation
- 1940 : Pinocchio : Geppetto (2e doublage, 1975)
- 1944 : Les Trois Caballeros : Professeur Holloway (2e doublage, 1978)
- 1949 : Le Crapaud et le Maître d'école : Taupe
- 1951 : Alice au pays des merveilles : le Roi de cœur / le Trois (2e doublage; 1974)
- 1953 : Peter Pan : M. Mouche (2e doublage, 1992)
- 1959 : Les Aventures de Buratino : Papa Carlo, la sauterelle
- 1968 : Yellow Submarine : le maire (1er doublage 1969)
- 1977 : Les Aventures de Bernard et Bianca : Rufus
- 1982 : Dark Crystal : skekTek
- 1985 : Nicholas Nickleby : Arthur Gride
- 1992 : Aladdin : le Sultan d'Agrabah
- 1994 : Le Retour de Jafar : le Sultan d'Agrabah
- 1996 : Aladdin et le Roi des voleurs : le Sultan d'Agrabah

### Télévision
- Les Incorruptibles : Archie Grayson (David White)
- Moi Claude empereur : Aristarchus (Carleton Hobbs)
- La Petite Maison dans la prairie : Isaac Singerman (John Bleifer)
- Les Mystérieuses Cités d'or : Pacha
- Ulysse 31 : Egée
- SOS Polluards : Oncle Boom
- Contes pour grands et petits (1963), court-métrage de Pierre Billon